# Respuesta eficiente al consumidor
La Respuesta Eficiente al Consumidor (Efficient Consumer Response - ECR) es la realización de un sistema simple, rápido y orientado al consumidor, en el que todos los eslabones de la cadena logística trabajan juntos, con el fin de satisfacer las necesidades del consumidor con los costos más bajos posibles.
Este modelo enfatiza en proporcionar una visión holística de todas las actividades dentro de la cadena de suministro logrando un enfoque unificado del marketing y logística. Conlleva a la creencia de que el éxito empresarial de todos los miembros de la cadena de suministro está cuando se proporciona a sus consumidores productos o servicios que logran cumplir o superar la demanda y las perspectivas de compra que ha generado esa acción, convirtiéndose en una estrategia cooperativa de creación de valor.

## Historia
Respuesta eficiente al consumidor (ECR) nace en los Estados Unidos como una respuesta generada por las principales cadenas de supermercados de la industria de comestibles, que a finales de los años ochenta y principios de los noventa, empezaron a temer una serie de amenazas a su tipo de industria, como lo fueron las tiendas de descuento, tiendas de conveniencia con horario extendido, hipermercados, farmacias de descuento y tiendas especializadas que ofrecían descuentos en productos como juguetes o artículos deportivos. Este tipo de alternativas a los supermercados convencionales redujo la cuota de mercado de las grandes cadenas y como resultado de la reacción se aplicó una nueva estrategia denominada “Efficient Consumer Response”. Desde 1993, el término ECR se lo consideró de uso general en la Conferencia del Instituto del Mercado de Alimentos. En Europa su aplicación empieza en Italia en 1994, y un año posterior se difundió en Australia y Sudamérica.
Los principios del ECR tuvieron su base importante en los proyectos de la industria del automóvil y la electrónica de Estados Unidos, denominado "Quick Response - QR". Este sistema consistía en generar datos confiables del punto de venta y junto a los modelos productivos de consumo se obtenía la respuesta al mercado que se debía general, quedando definidos también las estrategias aplicables y costes del negocio.

## Objetivo de ECR
En una interacción tradicional de los eslabones del proceso de comercialización, los proveedores, fabricantes, mayoristas y minoristas se concentran en mejorar sus propias actividades y no desarrollan una visión común de sus estrategias de logística y marketing, ocasionando bajas eficiencias en el proceso y conduciendo a una baja rentabilidad de las partes. Para esta dificultad encontrada, ECR propone una gestión de la cadena de suministro, que permita eliminar las ineficiencias y costos excesivos o sin valor añadido (desde el punto de vista económico) del proceso de abastecimiento y ofreciéndole mejor valor de los productos hasta el cliente final. Se considera el cambio de la visión de la estrategia, pasando de un “sistema de empuje- push strategy” en los que los fabricantes marcan el ritmo de abastecimiento y empujan la producción hacia los clientes, a un “sistema de extracción- pull strategy” donde es el cliente quien estima el ritmo de producción y la distribución en la cadena de suministro.
El objetivo final de ECR es producir un sistema en la cadena de suministro caracterizado por ser receptivo y orientado totalmente el consumidor que permite a todos los miembros de cadena trabajar en conjunto para maximizar la satisfacción del consumidor  y minimizar los costos asociados al proceso. Con esta finalidad, se plantean cambios en las prácticas comerciales y proponiendo la incorporación de sistemas de información y recogida de datos eficientes, como la capturar la información de la demanda en el punto de venta, para conocer con precisión el deseo de los clientes finales. Su uso permite automatizar estos procesos empresariales eficientes, así como para mejorar la comunicación y las relaciones entre las empresas.

## Estrategias de ECR
La Respuesta Eficiente al Consumidor originalmente se ha dividido en cuatro estrategias:

#### Surtido de tiendas eficiente

Para la implementación de "Respuesta Eficiente al Consumidor" se plantean cuatro estrategias: surtido eficiente de tienda, promoción eficiente, lanzamiento eficiente de productos y reposición eficiente en tienda. Los tres primeros, generados por la demanda dentro de los procesos comerciales, se desarrollan en el programa de Gestión por Categorías, y la última estrategia, generada por la oferta en el proceso logístico, desarrolla el Programa de Reposición Continua (CRP).

Se plantea con el objetivo de aumentar la satisfacción del consumidor al encontrar siempre productos, y al mismo tiempo optimizar el espacio que tenemos en tienda y la productividad en el manejo de inventarios, para aumentar la rentabilidad del fabricante, distribuidor y minorista. Kurnia y Johnston (2000) proponen adoptar estrategias de “gestión de categorías” componiendo una variedad de productos que logren satisfacer todas las necesidad del consumidor.
Esta estrategia se facilita con la implantación de sistemas informáticos que permitan recuperar los datos agregados del punto de venta (Point-of-sale POS) ayudando a los minoristas y mayoristas a determinar la concentración de volumen de productos que el mercado requiere. Esto se traduce en menos días de inventario en cada nivel del nodo, niveles más bajos de stock de seguridad y por consiguiente menores costos operativos en toda la cadena de suministro.

#### Reposición eficiente
El objetivo es optimizar el tiempo y el costo de reposición de los productos, entregando la mezcla de productos correcta en el lugar correcto, en el tiempo establecido, en la forma establecida y de la manera más eficiente. Esta estrategia da como resultado una iniciativa conocida como “Programa de Reposición Continua (CRP)”. Esta es la estrategia fundamental de ECR representando la mitad de los ahorros proyectados con su implementación.
Esta estrategia permite coordinar las trayectorias y flujos de información y mercancía que se generan en la cadena logística hasta el cliente final y viceversa, permitiendo tener menos productos en inventario a los minoristas y generar reducción de costos de mantenimiento y plazos de entrega del producto. En contraposición, esta estrategia genera un aumento en los costos de pedidos y transportes de mercancía.

#### Promoción eficiente
Centrada en la maximización de la eficiencia del comercio y promoción del consumidor. Se caracteriza por la eliminación de promociones comerciales ineficientes y en el esfuerzo por eliminar costos excesivos mediante la reingeniería de promociones. Una promoción eficiente como estrategia de la cadena de suministro permite añadir valor de beneficio que el consumidor percibe y participa de esa promoción debido a la experiencia positiva que esta le proporciona. Esta percepción eleva el concepto de valor percibido del producto aumentando la fidelidad del cliente y la onda de expansión por recomendación.

#### Lanzamiento eficiente de productos
Su objetivo es maximizar la efectividad del desarrollo de nuevos productos y las actividades de introducción al mercado. Esta eficiencia es lograda cuando se involucra a la totalidad de los miembros de la cadena de suministro en el desarrollo de nuevos productos, teniendo como principio la reducción de los costos de desarrollo y la producción de bienes o servicios que el mercado demandará.

## Iniciativas de ECR
Las estrategias descritas anteriormente se pueden estructurar en dos grandes partes: el sentido de oferta que incorpora la reposición eficiente, y el sentido de demanda que incorpora el surtido de tiendas eficientes, promoción eficiente e introducción eficiente de productos. 
Se distingue dos tipos de iniciativas en ECR:

#### Gestión por categorías
Respalda a las estrategias hacia el sentido de la demanda y se considera como un proceso comercial interactivo donde los fabricantes y minoristas de la cadena de suministro trabajan en conjunto para establecer criterios de planificación y relación entre ellos, como las categorías de los productos. Una categoría corresponde a un grupo de productos que pueden ser sustituidos uno por otro sin mayor problema por el consumidor, como ejemplos cereales, panadería, entre otros. Esta iniciativa genera un proceso de creación de demanda e implica la optimización de las actividades internas de la empresa y las actividades externas para maximizar el valor para el cliente.

#### Programa de reposición continua (CRP)
Respalda la estrategia hacia el sentido de la oferta y se define como la capacidad de asociación de los miembros del canal de distribución con el objetivo de cambiar el proceso de reposición que tradicionalmente se desarrolla a uno generado por la demanda real o prevista del consumidor. La propuesta radica en la transferencia del reabastecimiento de inventario a los miembros de agua arriba de la cadena de suministros, es decir los proveedores hacia los nodos de la cadena de suministro, por lo tanto, también es conocido como “Inventario gestionado por el vendedor”.
Para estas estrategias es necesario una relación completa entre los eslabones de la cadena suministros caracterizada por la información compartida de los datos agregados de punto de venta. Esto se traduce en pronósticos de ventas más precisos, menos días de estación del producto en cada nivel, stock de seguridad reducidos, y finalmente menos costes operativos en conjunto. Estas estrategias proporcionan un enfoque concertado que evita variaciones de la demanda aguas arriba de la cadena y por consiguiente evita el aumento de los costes trasladados al consumidor. 

## Tecnologías necesarias para ECR
Para la implementación de ECR es necesario pasar dos barreras sustanciales: (1) la falta de capacidades, comprendidas en la habilidad así como en la tecnología necesaria para la integración de la información y la toma de decisiones conjunta y, (2) en los problemas de actitud hacia el trabajo conjunto y colaboración total en la cadena de suministros. Implementar ECR requiere capacitación continua y educación sustancial del personal de la cadena de suministro, así como la integración de los sistemas de la empresa. Entre las principales aplicaciones tecnológicas aplicables en ECR se encuentran:
- Códigos de barras / Escáneres: es un elemento esencial para la implementación de ECR, permitiendo obtener la información precisa y rápida y poder compartirse de forma inmediata entre los socios comerciales.[10]
- Intercambio Electrónico de Datos (EDI): es un intercambio entre las organizaciones de documentación comercial mediante una forma estructurada y procesada por una máquina. Dentro de la estrategia ECR, además de las órdenes de compra y las facturas, es el aviso de envío anticipado (ASN) el más importante para el objetivo del proceso.[14]
- Pedido asistido por computadora (CAO): corresponde a un sistema que realiza un seguimiento a todos los productos y genera automáticamente pedidos para la reposición cuando los niveles de inventario están por debajo de un nivel predeterminado en conjunto por los minoristas y su proveedor.[5]
- Cross-Docking / Direct Store Delivery: corresponde a un flujo directo de la mercancía desde el fabricante al minorista, eliminando el desarrollo de pasos adicionales en el manejo y almacenamiento de lo s productos. Los dos son análogos con el objetivo que los fabricantes entregan producto directamente al minorista, evitando al mayorista para eliminar el manejo del almacén.[5][10]
- Costeo basado en actividades (ABC): es una herramienta para el cálculo de costes basado en las actividades generadas por en el proceso, a diferencia de los volúmenes de productos o mano de obra que intervienen. Esto permite una mejor comprensión de la generación de beneficios y la implementación de ECR en la empresa, dado el compromiso y liderazgo de la alta dirección que se obtiene.[15]